# Zamzam kút

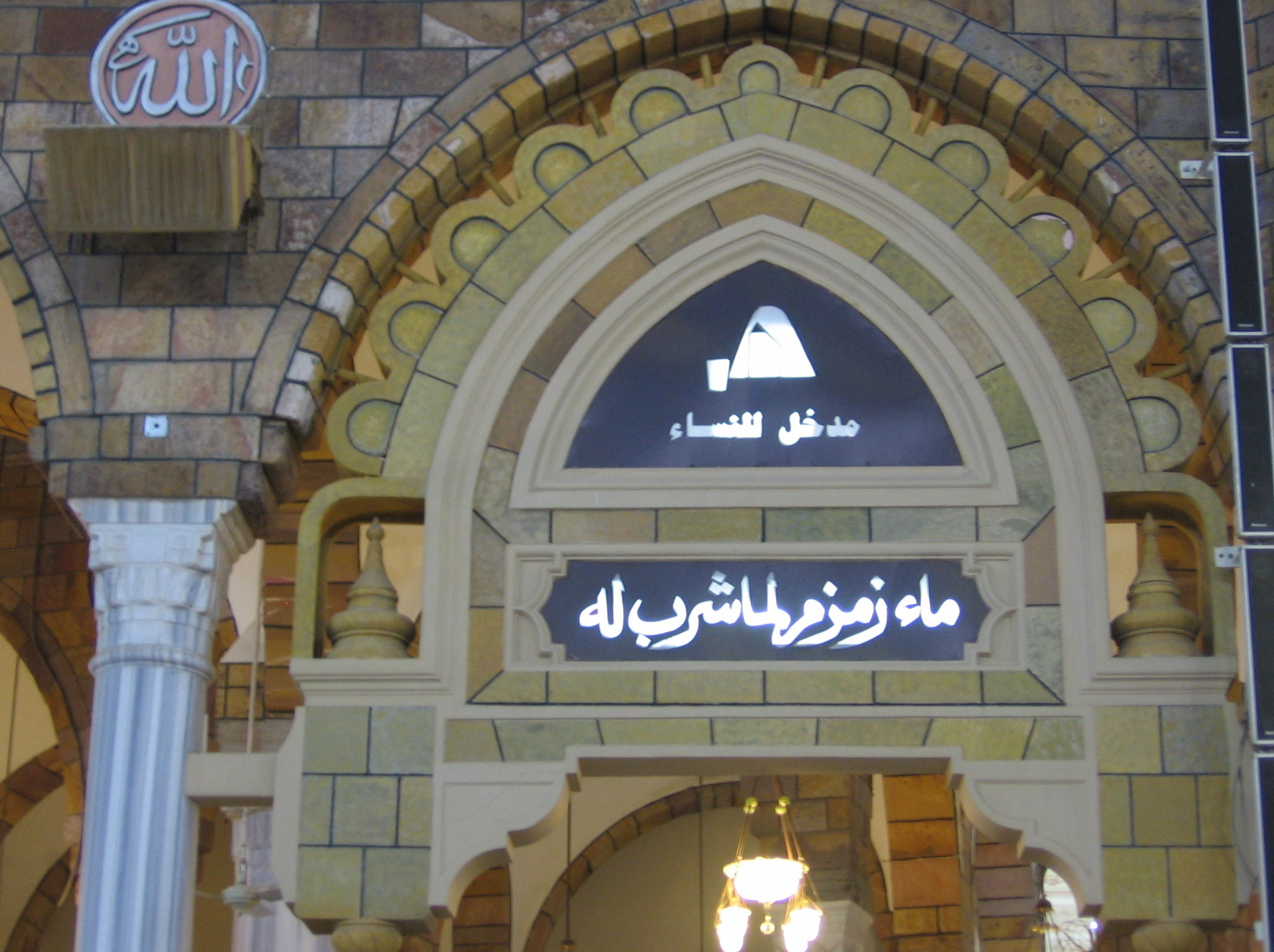
A Zamzam kút termének bejárata az al-Haram mecsetben

A Zamzam kút (vagy másképpen Zemzem kút vagy egyszerűen csak Zamzam; arabul: زمزم) az iszlám egyik legszentebb helye, amely a mekkai Nagymecset területén található, mindössze 20 méterre keletre a Kába kőtől. A muzulmánok hite szerint a kút csodálatos módon, Allah akaratára fakadt a sivatag kellős közepén, amikor az arabok ősatyjának tartott Izmael gyermekként a száraz völgyben kis híján szomjan halt. A hagyományok szerint Izmael és anyja, Hágár voltak azok, akik a kút vizét felfogták, és ezzel lakhatóvá tették a kietlen völgyet. Ezt az eseményt mind a mai napig Mekka megalapításának tartják, vagyis az iszlám legszentebb városa szorosan kapcsolódik a Zamzam kúthoz. Ezért az sem meglepő, hogy a kút a muszlim zarándoklatok egyik központi eleme. A kis zarándoklat, az umra is előírja a kút tiszteletét, és hogy a zarándokok igyanak a Zamzam vizéből. Az éves nagy zarándoklat, a háddzs idején ugyanez a rituálé, ezért akkor több millióan igyekeznek az ősi kúthoz.
A 35 méter mély ásott kút valóban rendkívül nagy múltra tekint vissza, hiszen i. sz. 771-ben már biztosan létezett, ugyanis írásos dokumentumok megemlítik, hogy a kút fölé ekkor építik meg az első kupolatermet. Emellett a legnagyobb kora középkori iszlám történetírók egybehangzóan leírják, hogy a Zamzam kút már az iszlám előtti időkben is létezett. Az iszlám hagyományok úgy vélik, hogy a Zamzam vize a Paradicsomban ered, ezért jótékony hatású, sőt gyógyszerként tartják számon. Éppen ezért nem is csoda, hogy a világ muzulmán közösségeiben nagy a kereslet a csodás víz iránt, de a szaúdi kormány törvényei alapján tilos a Zamzam vizét kereskedelmi mennyiségben a királyság határain kívülre vinni. Ettől függetlenül szerte a világban sok hamis Zamzam vizet árulnak.

## A név eredete
A Zamzam szó eredete mind a mai napig vitatott, és több lehetséges ősi szógyök is felmerült. A legelterjedtebb magyarázat szerint a Zamzam szó az arab zomë zomë kifejezésből, illetve az arámi zem szóból ered, amelyek ugyanúgy azt jelentik, hogy gyűjteni, összegyűlni. Ez a magyarázat abból a hagyományos történetből indul ki, hogy a kút vizét Hágár fogta fel, hogy így összegyűjtse az isteni forrás vizét. Más források szerint viszont a szó az arab z-m-z-m ikerszavakból ered, amely azt jelenti, hogy kicsiket kortyolni. Egy újabb elbeszélés a kút névadásáról azt írja, hogy amikor Hágár megpillantotta a feltörő forrást, örömében így kiáltott fel: Zam! Zam!, vagyis Állj! Állj!. A Zamzam kút másik elterjedt neve az Ismáel kútja, amely utal a kút létrejöttének csodás történetére.
A kút nevét az iszlám világban több állandó jelzővel is kiegészítik. Természetesen ezek közül a leggyakoribb az áldott vagy szent jelző, de fontos kiemelni az arab busra (arabul: بشرى) szót, amely a Zamzam kúthoz kötődő örömteli hitet jelenti. Ezt a szót sokszor önmagában is használják a kút leírására. A kút nevét gyakran összekötik Gábriel arkangyallal is, ugyanis egyes elbeszélések szerint maga Gábriel segített megnyitni a forrást Hágárnak és a gyermek Ismáelnek. Így a Zamzam kutat gyakran nevezik Hamzat Dzsibrílnek vagy Watát Dzsibrílnek, amely utal arra, hogy Gábriel (arabul: جبريل, Dzsibríl) a sivatag porára koppintva fakasztott vizet. A kút legtöbb attribútuma Mohamed próféta tanításaiból és a szinte szólásokká váló hagyományokból fakad. Így a Zamzam állandó jelzői közé tartozhatnak a következő kifejezések: ír a betegségre, étel az éhségre, tiszta és édes valamint jótékony. Fontos azt is megemlíteni, hogy szerte az arab világban több kutat is Zamzam névre kereszteltek, amelyek közül a medinai Zamzam kút a legismertebb.

## A Zamzam átfogó története

### A kút története a hadíszokban

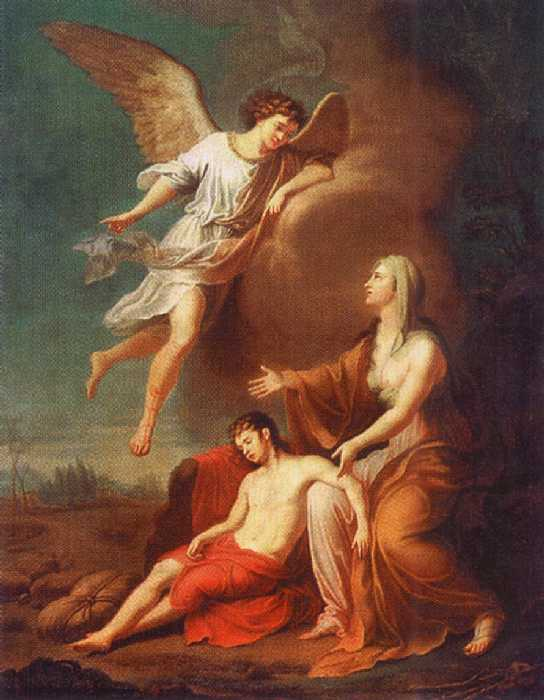
Hágár és Ismáel a sivatagban

Az iszlám hagyományok szerint tehát a Zamzam kút története az ószövetségi időkre nyúlik vissza, amikor Ábrahám a muzulmán hit szerint magával vitte feleségét, Hágárt és közös gyermeküket, Ismáelt Fárán pusztájába, vagyis a mai Mekka vidékére. Az ősatya leültette az asszonyt és csecsemő gyermekét egy fa alá, majd Allah utasítására otthagyta őket. Hágár tudta, hogy az Úr próbára akarja tenni a hitét, ezért követte férje parancsát, és a sivatagban maradt egyetlen tömlő vízzel és egy kenyérrel. Ahogy az idő telt, a víz és az étel is elfogyott, Hágár teje pedig elapadt. Az asszony nem esett kétségbe, és várta, hogy felbukkanjon valaki, aki segítséget nyújthat. De Ismáel hamarosan egyre rosszabbul lett, és haldokolni kezdett, ezért Hágár elhatározta, hogy gyermekét leteszi egy fa alá, ő maga pedig felmászik a közeli hegyek tetejére, hátha onnan megpillantja a segítséget. Hágár felmászott a Szafa-hegyre, majd a Marva-hegyre, de semmit nem látott. Kétségbeesésében ezt az utat hétszer tette meg, de mindhiába. Hágár rohanása közben folyamatosan imádkozott, és kérlelte az Urat, hogy könyörüljön meg rajta. Amikor a hetedik futása után megpihent gyermekénél, csoda történt. Az Úr meghallgatta Hágár könyörgéseit és Ismáel keserves sírását, és vizet fakasztott ideiglenes táboruk helyén. A Zamzam kút feltörésének pontos leírását a hadíszok és a muszlim hagyományok többféleképpen írják le. A Zamzam kúttal kapcsolatban leggyakrabban úgy gondolják, hogy a víz akkor fakadt ki a sivatag porából, amikor Ismáel nagyot dobbantott a sarkával a földön. Más leírások szerint viszont a kút vizét Gábriel arkangyal fakasztotta a botjával (megint más elbeszélések szerint a szárnyával vagy a talpával).
Az egyik hadíszban maga Mohamed próféta dicsőíti Hágárt, amiért felfogta a Zamzam kút értékes vizét. Ha Ábrahám felesége akkor nem ásatja ki a kutat, és nem építteti körbe a forrást, akkor a víz újra a föld színe alá került volna. A hagyomány szerint a Zamzam kút teremtette meg a lehetőségét annak, hogy a Kába-szentély körül kialakulhasson a mai Mekka őse. Hágár és Ismáel a száraz és kietlen sivatagban vizet fakasztott, amely hamarosan odavonzotta a puszta népeit. Az első és a legnagyobb törzs a dzsurhum nép volt, akik engedélyt kértek Hágártól a letelepedésre. Ábrahám felesége megengedte nekik, hogy tábora köré építsék fel otthonaikat, de kikötötte, hogy a Zamzam kút vize az ő és gyermeke birtokában marad, bár a dzsurhum nép is szabadon használhatta azt. A nép elfogadta az egyességet, és így vált lakottá Mekka vidéke.
Az iszlám hagyományok szerint a Mekkát benépesítő dzsurhum nép az idő múlásával letért Allah kiszabott útjáról, ezért az Úr hamarosan egy erősebb nép igája alá vonta a mekkaiakat. A dzsurhum törzs tagjai pontosan tudták, hogy mennyire fontos a Zamzam kút vize a városnak, ezért még mielőtt feladták volna a küzdelmet, betemették a kutat, amelyről így teljesen megfeledkeztek. Emberöltők teltek el Mekkában anélkül, hogy bárki is emlékezett volna az isteni kútra. Mohamed eljövetelének ideje azonban egyre közeledett, és Allah csodákkal erősítette meg a próféta eljövetelét. Így Mohamed apai nagyapjára, Abdul Muttalibre, álmában látomást küldött, amelyben leírta a Zamzam kút pontos helyét. A negyedik éjszaka látomása után Abdul Muttalib elindult, hogy valóban kiássa a csodálatos kutat. A mekkaiak kigúnyolták, hogy a száraz sivatag kellős közepén akar kutat ásni, de amikor a Zamzam kút újra a felszínre tört, és Allah nyilvánvalóvá tette mindenki számára, hogy a kút vize áldott, Abdul Muttalib a város egyik legmegbecsültebb embere lett, és nemesi rangot is kapott.
A Zamzam kút egy másik hadíszban is megjelenik. Ebben Gábriel arkangyal a szent kút vizében tisztítja meg Mohamed próféta szívét, mielőtt beengedné őt a mennyek országába a Mirádzs történetében.

### A Zamzam az arab világ történelmének lapjain

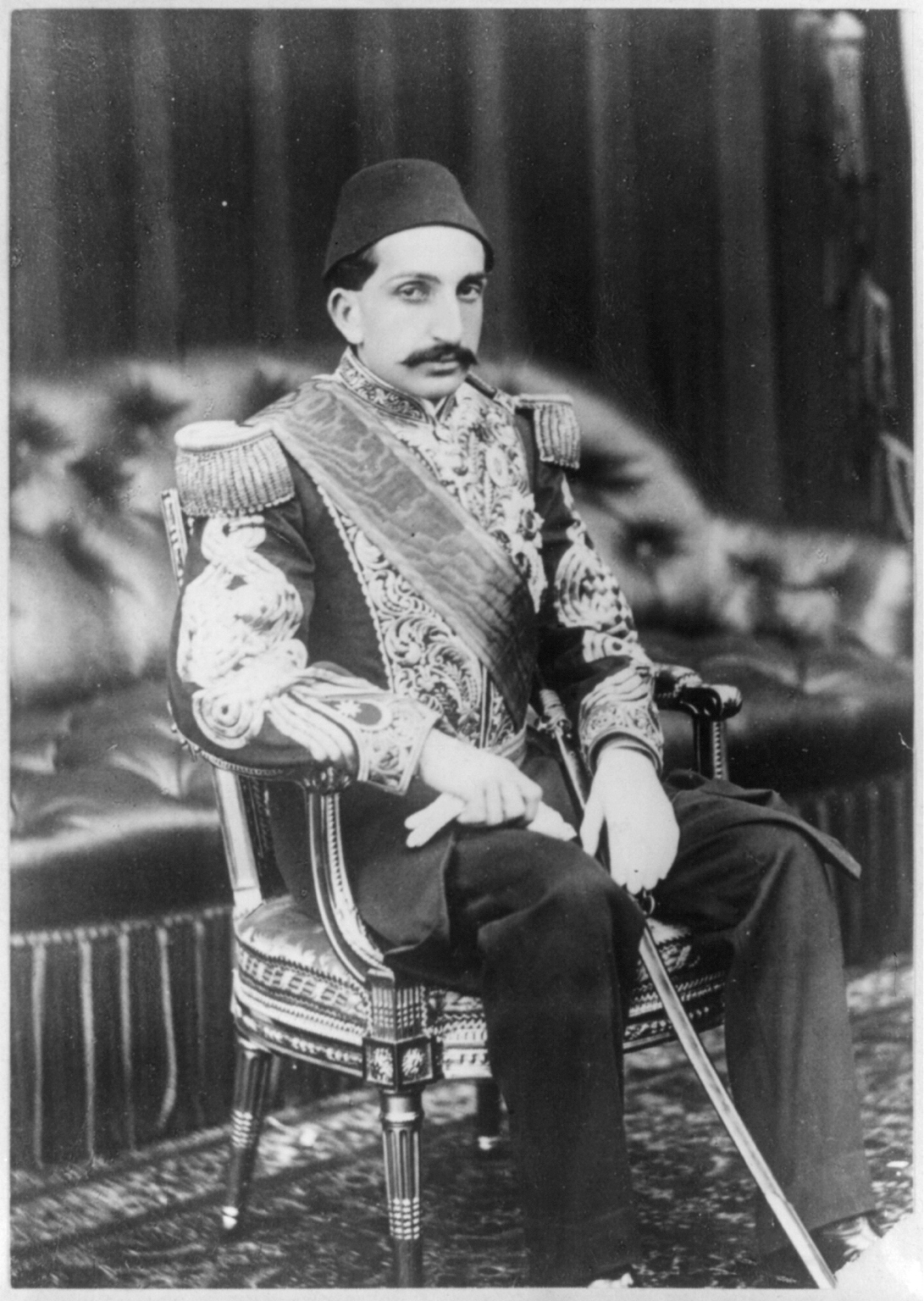
II. Abdul-Hamid, az Oszmán Birodalom szultánja alakította ki a Zamzam kút mai arculatát és elhelyezkedését.

Az iszlám hagyományok és a Korán magyarázatául szolgáló hadíszok beszámolói mellett a Zamzam kút többször megjelent a történetírók lapjain is. Az első történetileg is hiteles Zamzam-leírások szerint a kút kezdetben egy egyszerű kút volt, amelyet kövekből rakott kerítés vett körbe. Valóban Mekka egyik legfontosabb vízkészlete volt, amelynek vizét két medencébe merték ki eredetileg. Az egyik ivásra szolgált, míg a másik a házi munkákhoz, mosdáshoz adott vizet. Ez utóbbiból az idők múlásával rituális medence vált, amelyben a Kába szentélyhez érkező zarándokok mosakodtak meg. A kút elsőként Abu Dzsafár al-Manszúr, abbászida kalifa uralkodásának idején, Kr. u. 771-ben kapott méltó helyet, amikor egy márványcsempékkel kirakott kupolát emeltek a Zamzam fölé. Mindössze négy évvel később, 775-ben al-Mahdí kalifa felújíttatta a kút kupoláját, és a márvány tető fölé emeltetett egy hatalmas teakfa kupolát, amelyet mozaikokkal vontak be. Így a kisebb márvány kupola közvetlenül a kutat fedte be, míg a nagy teakfa boltozat a hozzá tartozó imatermet. 825-ben az idő által kikezdett teakfa kupolát fel kellett újítani, és al-Mutaszim kalifa márvánnyal boríttatta be immár a külső, nagyobb kupolát is.
Ezt követően a kút története a homályba vész, és csak 1417-ben említik legközelebb, amikor a nagymecsetet tűzkár érte, és így a Zamzam kút is újjáépítésre szorult. A renoválásra csak 1430-ban került sor, majd 1499-ben egy újabbra, Kájitbáj szultán uralma idején, amikor a márvány borítás ismét a helyére került. A kút mai arculatát és környezetét II. Abdul-Hamid, oszmán szultán alakította ki 1915-ben. Az egyre növekvő számú zarándokok számára szeretett volna nagyobb teret kialakítani, hogy a tragikus baleseteket ezzel is csökkenthessék. Ezért a Zamzam kút épületét elmozdították, és a jelenlegi helyen, a Kába kőtől távolabb építették fel, hogy több tér álljon rendelkezésre a szent kő rituális körbejárásához. Maga az eredeti forrás a helyén maradt, csak a felszín alá süllyesztették, és eredeti káváját egy üveglappal lezárták. Ebbe a föld alatti terembe látogatók nem léphetnek be, viszont még mindig innen szivattyúzzák a Zamzam vizét a mecset keleti oldalán fekvő termekbe, ahol a férfiak és a nők külön ihatnak a szent vízből.

### A kút kultuszának története
A Zamzam kút vallásos tisztelete feltehetőleg az iszlám megjelenése előtti időszakban is jellemző volt. Már a dzsáhilijja idejében is nagyon ritkán fordult elő az, hogy kutat, természetes forrást vagy akár csak fát is találjanak a Mekka körüli száraz sivatagban. Ezért az életet és gazdasági fejlődést biztosító kutakat gyakran övezte nagy tisztelet, vallásos imádat. Úgy tartották, hogy az istenek olyan tárgyakban, természeti jelenségekben szállnak le az emberek közé, amelyek ugyan különlegesek, de megszokott jelenségek az emberek között. Így a földön az egyszerű halandók nem rémülnek halálra az istenek rettenetes látványától. Ezek a kivételes tárgyak az iszlám előtti Arab-félszigeten lehettek kutak, vagy különleges formájú, színű sziklatömbök is. Az életet adó kutak és források, a vizet jelző fák, a tekintélyt parancsoló sziklák vagy hegyek érthető okokból vallásos imádatra, tiszteletre tettek szert, amely egy különálló kultúrát alakított ki Mekka vidékén is. Ezt a vallási felfogást nem lehet egyszerűen bálványimádatnak nevezni, ugyanis feltehetőleg az iszlám megjelenése után is fennmaradtak ezek a szokások és hagyományok, majd néhány ezek közül beépült a muszlim hagyományok közé. Ezért a kutatók ezt a kultuszt leginkább henoteizmusnak nevezik. Feltehetőleg a Zamzam kúthoz kapcsolódó ősi hagyományok is hasonló gyökerekből táplálkoznak.
Az iszlám előtti időkben Mekka egy Hidzsáz nevű terület része volt, amelynek több széles körben elfogadott istensége is volt. A három fő istenség közül az egyiket al-Uzzának (arabul: العزى) nevezték, akinek a legfőbb szentélye a Mekkához közeli nakhlai oázisban volt. Ez a szentély három akácfát jelentett. A másik istenség, Manát (arabul: منات) volt, akinek nagy fehér szikláját, azaz legfontosabb szentélyét Mushallal vidékén, Jathrib város közelében tisztelték. Végül Allát (arabul: اللات) isten bálványa Mekkához szintén nagyon közel helyezkedett el. A dzsáhilijja három legfőbb istene mellett volt még egy istenség, akinek nagyon erős kultusza alakult ki a vidéken. Ez az istenség Hubál (arabul: هبل)  volt, akinek a tisztelete Mekkában volt a legerősebb, és több kutató szerint neki a legfőbb szentélye volt a Zamzam kút. A kultusz olyan erős lehetett, hogy Mohamed próféta fellépése után sem sikerült a kút imádatának hagyományát teljesen eltörölni. Ezért az iszlám valószínűleg magába olvasztotta a korábban pogánynak tartott kút tiszteletét.

## A Zamzam kút a muzulmán vallási hagyományokban

### A kút és a Kába-kő
A Zamzam kút és a Kába kő története és a hozzájuk kapcsolódó hagyományok is szorosan összefüggenek. A muzulmán tradíciók szerint Ábrahám próféta a kút mellett újjáépítette a Bait-ul Allahot, vagyis Allah Házát, a Kába-szentélyt, amelyet eredetileg Ádám épített fel. Akkoriban a fenti leírások szerint a Zamzam kút közvetlenül a szentély mellett helyezkedett el, amely az iszlám előtti időszakban feltehetőleg Hubál istenség szentélye volt. A korai hadíszok leírják, hogy Mohamed nagyapja, Abdul Muttalib idején a Kába közepére még Hubál neve volt felvésve. A szentély mellett álló kutat pedig egyfajta áldozati helyként használták, amelybe több értékes tárgyat is dobhattak áldozatként. Erre utal az a történet is, hogy Abdul Muttalib talált két hatalmas arany gazellát, egy különösen értékes indiai kardot és több fegyvert is, miközben az Úr útmutatásait követve újra kiásta a Zamzam kutat. A legenda szerint ezekből a fegyverekből készült el a Kába bejárata, amelyet a gazellák aranyával fedtek be.
Ma a kút épülete távolabb helyezkedik el a Kába kőtől, de a szentély körüli tér, a Matáf márványkövén megtalálható az a jelzés, amely alatt az eredeti kút helyezkedik el. A Zamzam ma a Matáf alá van süllyesztve, és nem látogatható.

### A Zamzam szerepe a zarándoklatok idején
Minden muzulmán, aki részt vesz valamelyik mekkai zarándoklaton (a háddzson vagy az umrán) iszik a kút vizéből. A zarándoklat különböző rituáléi napról napra meg vannak szabva a hívők számára. A háddzs idején a muszlimok a zarándoklat harmadik napján isznak a Zamzam vizéből, miután megkerülték a Kába követ, és hétszer lefutották a Szafa és Marva  dombok közötti távolságot.  A sós és kesernyés ízű Zamzam víznek a muzulmánok isteni és gyógyító erőt tulajdonítanak, és ezért palackokban több litert visznek magukkal haza a szülőföldjükre.  Többen halotti szemfedőjüket is igyekeznek megmártani a Zamzam vizében, hogy ezzel is közelebb kerüljenek a mennyországba jutáshoz. Mindezeknek a hagyománya szintén a hadíszokra vezethető vissza. A Korán szövegét magyarázó muzulmán vallástudósok írásai szerint maga Mohamed is ennek a kútnak a vizével oltotta szomját, és a Zamzam vizében mosakodott meg imádkozás előtt. A próféta gyakran látogatott meg betegeket, és ekkor egy tömlő Zamzam vizet is vitt nekik, amellyel megitatta, majd meghintette őket. A legendák szerint a próféta a Zamzam vizét a legjobbnak mondta a Földön, amely tápláló és gyógyító erővel is rendelkezik. Ráadásul Mohamed úgy vélte, hogy a víz minden bajra orvosság lehet, amire csak fogyasztják!
A Zamzam kúthoz kapcsolódik a szikája tisztsége, aki a Mekkába érkező zarándokok itatásáért felel. A szikája a Zamzam kút vizéből ad minden utazónak, aki zarándoklatra érkezett a szent városba. A szikája tisztséget egyesek összekötik a hadíszok elbeszéléseivel. Ezek alapján a szikája eredetileg a Zamzam kút jogos tulajdonosa volt, aki a tulajdonában lévő vizet mások rendelkezésére bocsátotta. Ennek értelmében Hágár volt az első szikája, de a hagyományok leggyakrabban Mohamed próféta nagyapját, Abdul Muttalibet szokták az első szikájaként emlegetni. A szikája tisztsége mind a mai napig fennmaradt, de szinte teljesen biztos, hogy az általa kínált víz nem pontosan a Zamzam vize. A kút vizét édesítik, általában mazsolával, datolyával vagy mézzel, és így kínálják a zarándokoknak. Ezért olvashatjuk egyes úti leírásokban azt, hogy a Zamzam kút vize édes! Korábban a vízben erjedni hagyták a datolyát és a mazsolát, amely így egy enyhén alkoholos italt, a nabídhot eredményezte. A szigorú iszlám előírások azonban betiltották az alkoholos ital fogyasztását.

## A Zamzam tudományos nézőpontból
A Zamzam kutat kézzel ásták ki, hozzávetőleg 30,5 méter mély, átmérője pedig 1,08 és 2,66 méter között változik. A történelmi feljegyzések szerint a kút még sosem száradt ki. Eredetileg a kút vizét kötelek és vödrök segítségével húzták fel. Ma a mecset padlózata alá süllyesztett eredeti kútból elektromos szivattyúk hozzák a felszínre a vizet. A Zamzam vize az egész mecset területén elérhető, hiszen a hivatalos ivókutak mellett ez folyik a szökőkutakból is.
Vízrajzi és földtani szempontból a Zamzam kút vize elsősorban a Vádi Ibrahim, vagyis az Ábrahám Völgy homokos, üledékes rétegeiből származik, és csak kisebb részben a völgy sziklatalapzatának üregeiből. A kút felső része, körülbelül 13,5 méteres mélységig a sivatag homokos és a völgy üledékes rétegeihez tartozik, amelyet terméskővel raktak ki. Ez alól csak a Zamzam legfelső rétege képez kivételt, ahol körülbelül egy méteres mélységig beton gallérral erősítették meg a kutat. A Zamzam alsó rétege, amely körülbelül 17 méter hosszú szakasz már a völgy sziklaágyában van. Az üledékes és a sziklás rétegek között van egy körülbelül fél méter vastagságú szakasz, ahol töredezett, szétmállott szikla helyezkedik el. Ezt a szakaszt szintén terméskővel rakták ki, és mivel a réteg sziklatörmeléke között a víz könnyebben utat tud találni magának, ez az a réteg, amely a kútba jutó víz legfőbb forrása. A Zamzam vize az Ábrahám Völgyben összegyűlt csapadékból származik.

A szent kúttal kapcsolatos hivatalos mérések és kutatások elsősorban a Szaúdi Földrajzi Kutatóközpont egy speciális intézetéhez, a Zamzam Tudományos és Kutatási Központhoz kapcsolódnak. Ez az intézet rendszeresen méri és elemzi a kút adatait. Többek között folyamatosan mérik a kút vízhozamát, a vízállást, a víz elektromos vezetőképességét, a pH-értéket és a hőfokot. A kutatóközpont Mekka völgyében több kút adatait is méri, amelyek így bővebb adatokkal szolgálnak a Zamzamra vonatkozóan is. A kút vize 3,23 méterrel a föld színe alatt van. Egy kísérlet során, amikor a kút vizét 8000 liter/másodperces sebességgel szivattyúzták ki 24 órán keresztül, a víz szintje lecsökkent 3,23 méterről 12,72 méterre, és később 13,39 méterre, de ezután a víz szintje nem süllyedt tovább. Miután a szivattyúzást befejezték, a víz szintje mindössze 11 percen belül 3,9 méter mélységre ugrott vissza. Ez a megfigyelés arra utal, hogy a Zamzamot tápláló föld alatti vízkészlet a környező hegyek sziklaüregeiből is nyeri vizét.
A Zamzam kút vize színtelen és szagtalan, az íze leginkább sós. A kút vizének pH-értéke 7,9 és 8,0 között van, ami azt jelenti, hogy a víz enyhén lúgos. A sós íz a Zamzam kút vizében oldott ásványi anyagoknak, elsősorban a magas nátrium-klorid, azaz konyhasó tartalomnak köszönhető. Ez a tartalom az átlagos ivóvizekhez képest túl magas, de az emberi egészségre nincsen káros hatása. Feltehetőleg a magas sótartalomnak köszönhető, hogy a Zamzam vize szemben a hasonló éghajlaton található legtöbb kúttal, nem algásodik el. Ezért a kút vizét semmilyen vegyi anyaggal nem kezelik. Ugyanerre az okra vezethető vissza az a kutatási eredmény, hogy a Zamzam vizét ultraviola sugarakkal vizsgálva, a vízben a mikrobák elpusztultak, és a víz kedvezőtlen közeget nyújtott a baktériumok szaporodásához is. A kút vizében oldott ásványi anyagokat vizsgáló kutatás összesen harminc különböző anyag létét mutatta ki a Zamzam vizében, amelyek nagy része elhanyagolható (0,01 mg/l) mértékben voltak jelen. Az alábbi táblázat a Zamzam vizében oldott legfontosabb ásványi anyagokat és azok mértékét jelzi:
| Ásványi anyagok | mg/liter |
| --------------- | -------- |
| Kén             | 370      |
| Klorid          | 335      |
| Kalcium         | 198      |
| Magnézium       | 43,7     |
| Vas             | 0,15     |
| Mangán          | 0,15     |
| Réz             | 0,12     |